# Campos de internamiento para japoneses en los Estados Unidos

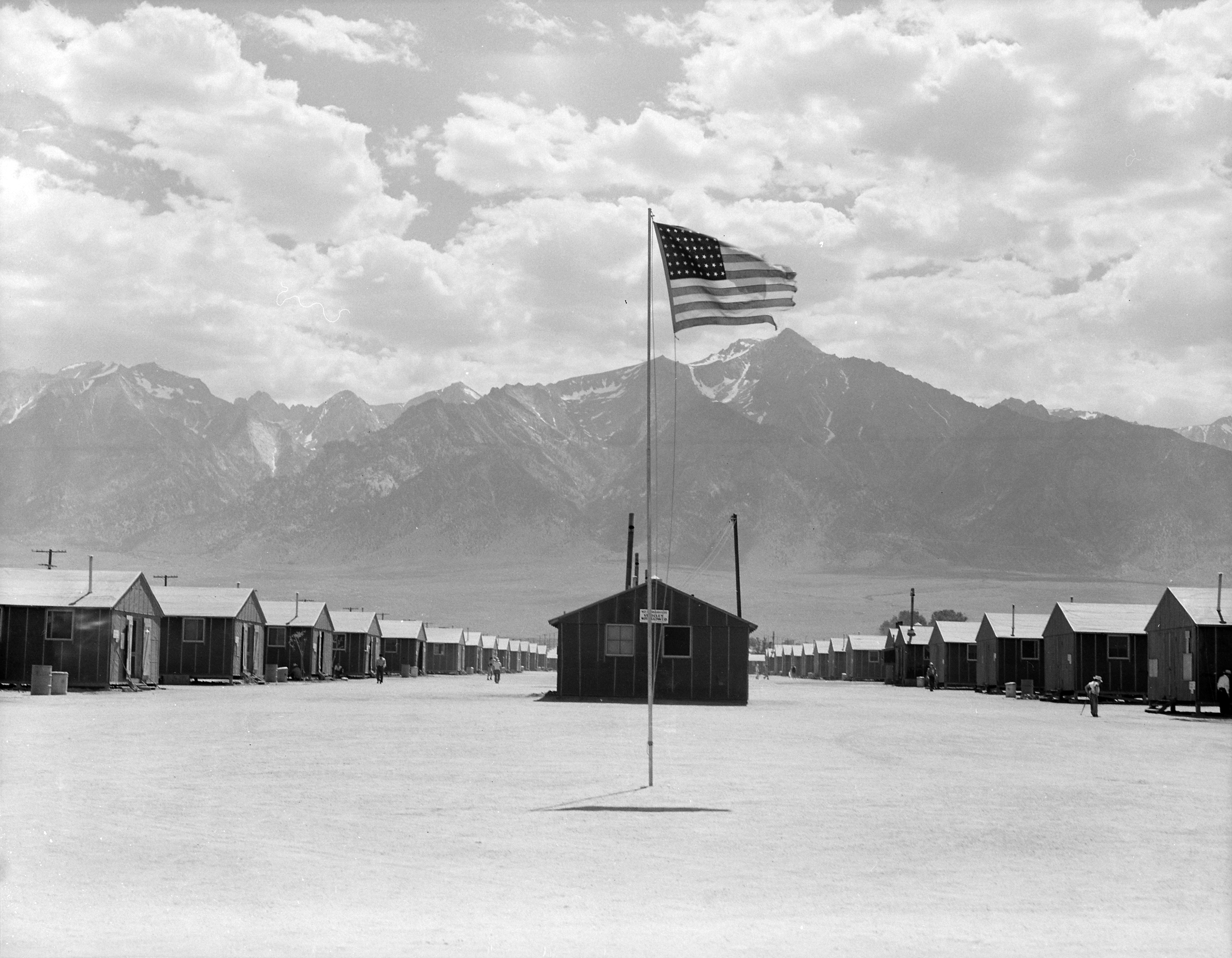
Campo de Manzanar, California.

Los campos de internamiento para japoneses en los Estados Unidos alojaron a unas 120 000 personas, en su mayor parte de etnia japonesa, más de la mitad de las cuales eran ciudadanos estadounidenses y japoneses provenientes de Latinoamérica, principalmente de Brasil y Perú, quienes fueron deportados bajo presión del gobierno estadounidense a establecimientos diseñados a ese efecto en el interior del país entre 1942 y 1946.
El objetivo fue trasladarlos desde su residencia habitual, mayormente en la costa oeste, a instalaciones construidas bajo medidas extremas de seguridad. Los campos estaban cerrados con alambradas de espino, vigilados por guardias armados y ubicados en parajes alejados de cualquier centro poblacional. Los intentos de abandono del campo en ocasiones resultaron en el abatimiento de los reclusos.
También hubo internamientos en campos de concentración estadounidenses para ciudadanos de origen alemán e italiano, debido a que estos dos países asimismo declararon la guerra a Estados Unidos, pero el número de ciudadanos afectados fue mínimo en comparación con los de origen japonés.

## Orígenes

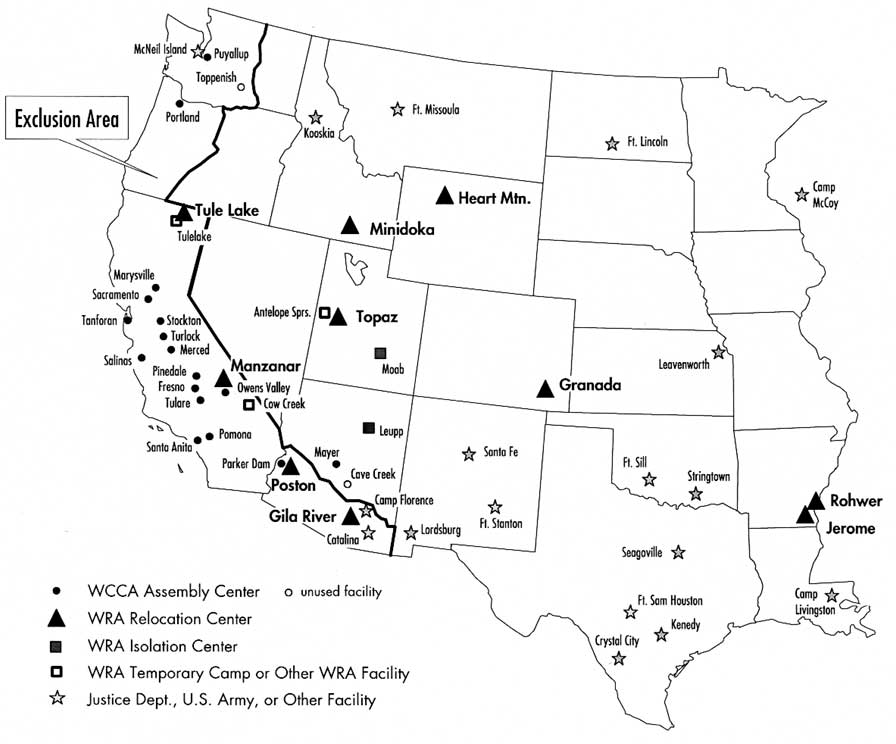
Campos de internamiento y otras instituciones de la War Relocation Authority en el oeste de Estados Unidos.

La medida fue tomada como reacción al ataque a Pearl Harbor durante la Segunda Guerra Mundial, donde Estados Unidos se incorporó tardíamente a los Aliados que luchaban contra las Fuerzas del Eje, pero fueron las personas de etnia japonesa principalmente que vivían en la costa del Pacífico las que fueron sometidas a este internamiento.
El Teniente General John L. DeWitt, comandante de la Defensa Oeste de los Estados Unidos, fue el encargado de internar a los japoneses étnicos. Aunque DeWitt mandó la evacuación forzosa, al principio expresó su molestia por esta orden a un superior, alegando que: 

Un ciudadano estadounidense es, después de todo, un ciudadano estadounidense.

 De Witt aseguró igualmente que era posible diferenciar a los extranjeros leales a los Estados Unidos de los no leales.
El secretario de Guerra Henry Stimson estuvo de acuerdo con DeWitt, pero la histeria contra los ciudadanos de origen japonés pronto alcanzó los ámbitos militares y gubernamentales.
El 10 de diciembre de 1941, se esparció el rumor de que 20 000 Nisei estaban preparándose para iniciar un levantamiento armado en San Francisco. Nisei ("segunda generación", en japonés) es el nombre que los estadounidenses daban a todos los japoneses étnicos que vivían en América, aunque originalmente englobaba solamente a la primera generación de japoneses nacidos en el país. DeWitt pensaba arrestar de inmediato a todos los japoneses étnicos, pero el jefe local del FBI logró convencerlo de que la información era falsa.
Algunas organizaciones estadounidenses clamaron por el encarcelamiento de todos los Nisei, entre las que destacaban la Legión Estadounidense y los Hijos Nativos del Dorado Oeste. El Secretario de la Armada Frank Knox añadió más pólvora a la histeria antinipona al declarar que se había llevado a cabo una efectiva labor de quinta columna en Hawái, y al recomendar la evacuación de todas las personas con sangre japonesa de Oahu. No obstante, la declaración de Knox fue desmentida, confidencialmente, por personas cercanas al presidente Roosevelt.
El Congresista Leland Ford escribió una carta a mediados de enero recomendando que todos los japoneses "sean metidos en campos de concentración en el interior", asegurando que los japoneses étnicos naturalizados que realmente quisieron demostrar su patriotismo deberían estar dispuestos a aceptar este sacrificio. El Gobernador de Oregón Charles A. Sprague demandó más protección contra actividades extranjeras, haciendo énfasis en los japoneses residentes en la costa. Por su parte, el alcalde de Seattle, Earl Millikin, afirmó que, aunque la gran mayoría de los japoneses étnicos no eran una amenaza, otros eran capaces de "quemar el pueblo" y facilitar un ataque aéreo japonés. El Gobernador de California, Culbert Olson, también participó en la histeria al decir que algunos residentes japoneses estaban comunicándose con el enemigo o se estaban preparando para formar una quinta columna.
A inicios de febrero, Los Angeles Times contribuyó a incrementar la histeria contra los japoneses:

Una víbora es una víbora, sin importar donde se abra el huevo. De la misma manera, un japonés-estadounidense, nacido de padres japoneses, se convierte en un japonés, no en un estadounidense.

Luego DeWitt ordenó que se realizasen registros en las casas de japoneses étnicos con el objetivo de incautar cámaras y armas "subversivas". Cuando el fiscal general Francis Biddle alegó que era necesario presentar una posible causa de arresto, DeWitt aseguró que ser descendiente de japonés era una. No obstante, después de realizar varias búsquedas sin órdenes de registro, incluso en casas de ciudadanos estadounidenses, el FBI reportó que no se habían encontrado armas que pudiesen ser utilizadas para ayudar al enemigo, ni cámaras que estuviesen siendo usadas en labores de espionaje.
El 25 de enero de 1942, Biddle fue convencido por Stimson, que a su vez había sido convencido por DeWitt, de establecer zonas prohibidas, para los extranjeros de países enemigos, y zonas restringidas, donde los extranjeros podrían estar pero bajo vigilancia. Posteriormente, Biddle explicó que había aceptado porque creía que solamente los extranjeros se verían afectados, no los extranjeros naturalizados o los ciudadanos descendientes de extranjeros.
El 9 de febrero, DeWitt solicitó a Biddle incluir a Portland, Seattle y Tacoma en la lista de zonas prohibidas, lo que significaba la evacuación de miles de personas. Biddle se negó, alegando que no había recibido una justificación para acceder. Sin embargo, Biddle agregó que si esta evacuación era una "necesidad militar", la decisión debía ser tomada por el Departamento de Guerra, no por el Departamento de Justicia.
Casi de inmediato, el Presidente Franklin D. Roosevelt fue presionado por Stimson para que aceptase el plan de DeWitt. Luego, una delegación del Congreso envió una resolución a Roosevelt solicitando la evacuación inmediata de los japoneses étnicos, sin distinguir entre extranjeros o ciudadanos.
El 14 de febrero, DeWitt recomendó formalmente la "evacuación de japoneses y otras personas subversivas de la costa del Pacífico. DeWitt aseguró:

El hecho de que no haya ocurrido algún sabotaje hasta la fecha es una indicación perturbante de que dicha acción ocurrirá.

El 17 de febrero, Biddle insistió por última vez ante el presidente de que no tomase esta medida, arguyendo que no había evidencia de un ataque inminente y que el FBI no tenía pruebas de algún posible sabotaje. El director del FBI, J. Edgar Hoover, también le recomendó a Roosevelt que no evacuase a los japoneses, pero fue en vano.
El 19 de febrero, Roosevelt firmó la orden ejecutiva N.º 9066, autorizando al Departamento de Guerra para que delimitase áreas militares donde la permanencia de las personas sería decidida por el secretario de Guerra Henry Stimson. Este último le aclaró a DeWitt que los descendientes de italianos no deberían ser molestados, y que solamente algunos refugiados alemanes debían ser tenidos en cuenta.
Una apelación presentada por organismos de defensa de los derechos humanos intentó impugnar el derecho del gobierno a encerrar personas por razones étnicas, pero la Suprema Corte de los Estados Unidos rechazó la petición.
El 23 de febrero, el submarino japonés I-17 disparó contra un almacén de combustible en Santa Bárbara, incendiando unos barriles sin provocar bajas. Al día siguiente, unidades del Ejército estadounidense en Los Ángeles se vieron afectadas por la histeria y dispararon sus armas antiaéreas al cielo. El ruido sobresaltó a algunas unidades de artillería que también dispararon sus cañones, unas 1430 cargas. Aunque posteriormente ese episodio fue llamado burlonamente la batalla de Los Ángeles, en esos días sólo contribuyó a incrementar la histeria de la población.
El 2 de marzo, DeWitt fijó el Área de Exclusión Militar 1, que ocupaba el oeste de Washington, Oregón, California y la mitad sur de Arizona. El Área de Exclusión militar 2 ocupaba el resto de los estados mencionados. DeWitt no pudo comenzar de inmediato la evacuación porque se percató de que no era considerado un crimen que un civil se negase a cumplir una orden militar. Stimson solucionó el problema proponiendo una ley que condenaba a todo civil que desobedeciera a un militar en un área militar a un año de prisión y a una multa de 5000 dólares. El 9 de marzo, la ley fue presentada ante el Congreso, solamente un senador republicano se opuso, y nadie votó en contra de la ley. El 21 de marzo, la ley fue firmada por Roosevelt y DeWitt finalmente obtuvo la luz verde para empezar la evacuación forzosa de los Nisei.
El 31 de marzo de 1942, la Zona 1 se declaró fuera de límites para cualquier persona de ascendencia japonesa. De inmediato se ordenó a los japoneses o descendientes de japoneses residentes que se preparasen para partir, sin especificarse su destino final y limitándose su equipaje a un bolso de mano. Aunque 7 de cada 10 étnicos japoneses afectados por la medida habían nacido en los Estados Unidos, la orden no hacía distinción entre nativos o extranjeros.
Incluido en la remoción forzada estaba Alaska, que, como Hawái, era un territorio incorporado de los Estados Unidos ubicado en el extremo noroeste de los Estados Unidos continentales. A diferencia del resto de la costa oeste, Alaska no estaba sujeta a ninguna zona de exclusión debido a su pequeña población japonesa. Sin embargo, el Comando de Defensa Occidental anunció en abril de 1942 que todos los japoneses y estadounidenses de ascendencia japonesa debían abandonar el territorio para instalarse en los campos de internamiento. A finales de mes, más de 200 residentes japoneses, independientemente de su ciudadanía, fueron exiliados de Alaska, la mayoría de ellos terminó en el Minidoka War Relocation Center en el sur de Idaho

## Establecimiento de los campos
| Nombre         | Estado     | Abierto en         | Máx. Pob. |
| -------------- | ---------- | ------------------ | --------- |
| Manzanar       | California | Marzo de 1942      | 10.046    |
| Tule Lake      | California | Mayo de 1942       | 18.789    |
| Poston         | Arizona    | Mayo de 1942       | 17.814    |
| Gila River     | Arizona    | Julio de 1942      | 13.348    |
| Granada        | Colorado   | Agosto de 1942     | 7.318     |
| Heart Mountain | Wyoming    | Agosto de 1942     | 10.767    |
| Minidoka       | Idaho      | Agosto de 1942     | 9.397     |
| Topaz          | Utah       | Septiembre de 1942 | 8.130     |
| Rohwer         | Arkansas   | Septiembre de 1942 | 8.475     |
| Jerome         | Arkansas   | Octubre de 1942    | 8.497     |

Inicialmente se pensó en obligar a los japoneses étnicos a vivir en áreas seleccionadas en el interior del país, pero los pobladores de estas zonas protestaron contra la medida y se decidió internar a los prisioneros en campos especialmente creados para este fin.
Entonces, los japoneses étnicos, unos ciento diez mil, fueron obligados a vender sus viviendas y negocios en ocho días, aunque en algunas partes este tiempo se rebajó a cuatro días o se alargó a dos semanas. Al enterarse de esta medida, aparecieron compradores hostiles, que adquirieron las posesiones japonesas a precios muy bajos. En aquellos días, los japoneses étnicos poseían un 0,02% de la tierra cultivable de la Costa Oeste, pero el valor de sus tierras, en promedio, era siete veces superior al del promedio regional. Cuando a un afectado por la medida se le negaron unos días adicionales para recolectar su cosecha, la destruyó. Inmediatamente fue arrestado acusado de sabotaje; este fue el mayor caso de sabotaje japonés reportado en Estados Unidos durante la guerra. 
Muchos japoneses colocaron sus posesiones en almacenes, esperando reclamarlas después de la guerra, pero mientras tanto fueron vandalizadas y robadas. Algunos las arrendaron, pero los ocupantes luego se rehusaron a pagar el alquiler. Algunos dueños de plantaciones descubrieron después de la guerra que sus trabajadores habían vendido los terrenos a terceros. Muchos que decidieron no vender sus propiedades, descubrieron al terminar la contienda que sus casas habían sido ocupadas o que el Estado las había expropiado por no haberse pagado impuestos.
Una vez finalizado el tiempo para la preparación, los japoneses étnicos fueron llevados a centros de reunión en trenes o autobuses, vigilados por guardias armados. En la mayoría de los casos, estos centros eran hipódromos, y los evacuados tenían que dormir en los establos.
Al final de mayo de 1942, los evacuados fueron instalados en campos rodeados por alambrado de púas. Dichos campos fueron llamados "centros de reubicación", pero las condiciones de vida allí eran ligeramente mejores que las de los campos de concentración.
En los campos, a cada familia se le entregaron placas con un número grabado para cada miembro, que fueron utilizadas para identificarse.
Un campo de internamiento fue el de Crystal City en Texas, donde se albergó entre otros a japoneses, japoneses-latinos y alemanes. En dicho campo, los internados recibieron un trato agradable por parte de las autoridades estadounidenses. Por otro lado, el campo de Tule Lake estuvo bajo un régimen más severo; se reservó para los descendientes de japoneses y sus familias que eran sospechosos de espionaje, traición o deslealtad, así como para líderes comunitarios, como sacerdotes o maestros. Otras familias fueron llevadas a Tula Lake al solicitar ser repatriadas a Japón. En este campo hubo algunas manifestaciones pro-japonesas en el transcurso de la guerra.
La frase shikata ga nai (que podría traducirse por «no puede hacerse nada al respecto») solía usarse para resumir la resignación de las familias internadas en su desamparo frente a las condiciones del internamiento, según dicen Jeanne Wakatsuki Houston y James D. Houston en el libro de memorias Farewell to Manzanar (1972).

## Disolución
A principios de 1943, DeWitt ya no contaba con credibilidad en el Departamento de Guerra y fue relevado del mando en el Comando Oeste. En su reporte final, DeWitt aseguró que la evacuación forzosa de los japoneses a campos había sido necesaria, ya que afirmó haber recibido cientos de informes sobre apariciones de luces en la costa y transmisiones de radio de origen desconocido. Hoover se mofó de la División de Inteligencia Militar de DeWitt, pues mostraba "histeria y falta de juicio".
Hasta la primavera de 1944 que el Departamento de Guerra no recomendó la disolución de los campos al presidente Roosevelt. Sin embargo, debido a que ese año Roosevelt buscaba la reelección, la decisión fue aplazada.
De esta manera, en la primera reunión del gabinete después de la reelección de Roosevelt, se decidió soltar a todos los evacuados que habían demostrado ser leales. Pero esta decisión tardó un año en llevarse a cabo completamente. A la salida, los evacuados recibieron un boleto de tren y 25 dólares.
El último campo en ser cerrado fue el de Tule Lake, el 20 de marzo de 1946.

## Posguerra
El gobierno estadounidense ofreció compensaciones a las víctimas a partir de 1951, pero se disculparía tan sólo en 1988, afirmando que la concentración de prisioneros se debió a "los prejuicios raciales, la histeria bélica y la deficiencia del liderazgo político". El Presidente Ronald Reagan firmó además un acta, donde ofrecía 20 000 dólares a las víctimas sobrevivientes, la cual sería pagada hasta 1991.
Durante la guerra, muchos estadounidenses descendientes de japoneses perdieron todas sus posesiones, dado que sus ahorros fueron confiscados por el gobierno al ser considerados "propiedad enemiga". Se estima que se perdieron unos 400 millones de dólares de esta manera, pero en la posguerra, el gobierno solamente devolvió 40 millones de dólares. Sin embargo, estas devoluciones ocurrieron muchos años después del ataque a Pearl Habor. En el caso de los clientes del Yokohama Specie Bank, banco estadounidense de origen nipón, los depositarios no recibieron sus ahorros hasta 1969, cuando la Corte Suprema falló a su favor, especificando que la devolución debía realizarse sin intereses y al cambio anterior a la guerra.
Una de las unidades más condecoradas durante la guerra fue el 442.º Equipo de Regimiento de Combate, integrado por japoneses-estadounidenses. En total recibió siete Citaciones Presidenciales de la Unidad, una Medalla de Honor, 47 Cruces por Servicio Distinguido, 350 Estrellas de Plata, 850 Estrellas de Bronce y más de 3600 Corazones Púrpura. Pese a ello, en algunos casos cabe que la familia de un soldado se encontrara en alguno de los campos.

## Cooperación de Latinoamérica
Estados Unidos concertó acuerdos con casi todos los países de Latinoamérica, salvo con Argentina, Paraguay y Chile[cita requerida], para que estos aplicaran sus propios programas de internamiento o enviaran a sus ciudadanos de origen japonés a los campos de Estados Unidos y Panamá. Algunas de estas personas tan sólo eran descendientes de japoneses y nunca habían estado en Japón. Los acuerdos afectaron a 2.264 personas del Perú (1.800), que representaban el 10% de su población japonesa en territorio peruano. En menor número fueron enviados japoneses de países como Bolivia, Colombia, Costa Rica, República Dominicana, Ecuador, El Salvador, Guatemala, Haití, Honduras, México [cita requerida], Puerto Rico, Nicaragua, Panamá y Venezuela. Fueron trasladados inicialmente a los campos de concentración de EE. UU. y Panamá, y de allí unos 860 fueron enviados a Japón como parte de un intercambio. Al finalizar la guerra, 900 fueron deportados a Japón, 360 fueron objeto de órdenes condicionales de deportación, 300 permanecieron en los Estados Unidos y 200 regresaron a países de América Latina. Sólo unos 79 del total de 1.800 ciudadanos recibieron autorización para retornar al Perú. Pese a las presiones de Estados Unidos, el gobierno paraguayo del General Morinigo no tomó ninguna medida contra ciudadanos japoneses en su territorio, aun cuando varios japoneses residentes en Paraguay o sus descendientes partieron para alistarse en el Ejército Imperial Japonés.

## Debate terminológico
La designación exacta de los campos es objeto de discusión entre las fuentes y los historiadores; las referencias oficiales los designan como "campos de internamiento". Los defensores de la medida prefieren el nombre de campos de reubicación; otros hablan de ellos como campos de detención o de concentración.
Los defensores del término campos de reubicación argumentan que ese era el nombre oficial; que los campos no eran prisiones y que casi un cuarto de los residentes llegó a recibir permiso para instalarse fuera de los campos, si bien se les prohibió el acceso al área de exclusión en la costa oeste de los Estados Unidos salvo que les avalara excepcionalmente una familia responsable no-japonesa o una agencia gubernamental.
Los que critican la denominación oficial aducen que se trata de un eufemismo que no describe adecuadamente la naturaleza real de esos campos: perímetros vallados, vigilancia por guardias armados y ubicación aislada, fuera del área poblacional. Se han documentado casos en que los guardias dispararon a internos que intentaban cruzar las vallas. Las condiciones se corresponden con lo que se entiende generalmente como campo de concentración, aunque las condiciones no fueran exactamente iguales a las de los Konzentrationslager de la Alemania nazi o los campos de concentración británicos en África del Sur durante la Segunda Guerra Bóer.
La Comisión sobre Confinamiento y Reubicación de Civiles durante la guerra creada por el Congreso de los Estados Unidos explicaba, en un informe de 1983 acerca de la denegación de justicia, su decisión de llamarlos campos de reubicación con estas palabras:

La Comisión ha mantenido por lo general los términos y frases tal y como fueron empleados entonces, en un esfuerzo por reflejar adecuadamente el contexto de la época y evitar la confusión y controversia que una nueva terminología podría provocar. Dejamos al lector que decida por sí mismo hasta qué punto la retórica de la época confirma la observación de George Orwell: En nuestra época, el discurso político consiste por lo general en la defensa de lo indefendible... Así el lenguaje político está repleto de eufemismos, peticiones de principios y oscura vaguedad.

La mayoría de los historiadores actuales utilizan la expresión campos de internamiento por considerarla relativamente neutral.